# Brestovik
Brestovik (Servisch cyrillisch Брестовик) is een plaats in de Servische gemeente Grocka. De plaats telt 1076 inwoners (2002).